# 異世界召喚は二度目です
『異世界召喚は二度目です』（いせかいしょうかんはにどめです）は、岸本和葉による日本のライトノベル作品。
「小説家になろう」にて2015年3月15日から2016年12月29日まで連載され、書籍版はモンスター文庫（双葉社）より2015年10月30日から2017年7月29日にかけて刊行された。全5巻。イラストは40原。略称は「異世二度」、「いせにど」。2023年12月時点でシリーズ累計部数は110万部を突破している。
メディアミックスとして、嵐山がコミカライズした作品がWEBコミックアクション内のモンスターコミックス（双葉社）にて2018年より連載されていたが、同サイトががうがうモンスターとして小説レーベルのサイトと統合独立した際に移籍し、そのアプリ版に当てはまるマンガがうがうでも連載中で、アプリ版は最新話の先読みもできる。またスタジオエル制作によりテレビアニメ化され、2023年4月から6月まで放送された。

## ストーリー
かつて異世界エクレールに召喚され、人間族・獣人族・魔族による戦乱を収め種族間和平を成し遂げた勇者セツは、勇者の力を恐れた人間のディスティニア王に元の世界に転生させられ、記憶と能力を保ったまま別人「須崎 雪」として赤ん坊から人生をやり直していた。
そんなある日、新たな人生における幼馴染である花柱夕陽を含む高校のクラスメイト全員が新たな勇者として前回の戦いから5年後のディスティニア王国へと召喚されてしまう。
かつての勇者セツが紛れていることなど気づかないまま、自分たちの都合のいい手駒として異世界人を他種族に対抗する戦力として育て上げようとする国王の思惑を知り、力の無い役立たずのふりをして城を追放されたセツは、戦いを止めるために旅立つことにする。

## 登場人物
声の項はテレビアニメ版の声優。
須崎 雪（すざき せつ）
声 - 土岐隼一、稗田寧々（幼セツ）
本作の主人公。異世界の人間には「セツ」と呼ばれる。
かつてエクレールに勇者として召喚された際に敵国である魔族国・獣人国を巡り、各国の首脳からの信頼を得て和平による終戦に導いた英雄であり剣術・魔力ともにエクレール最強レベルである。しかし終戦後に元の世界に強制的に「転生」させられ、放つ魔力は変わらないが外見が別人となってしまっている。そのため、二度目の召喚以降はかつての知り合いでも魔力を感じる能力が低い者はセツだと気づけない。
武器は巨大な片刃のバスターソード。また、「大食い」と呼ばれる牙を持つ両刃の生きている大剣を所持しており、本気で戦う際や呪いの解除などに使用される。
戦争終結後は異世界を見て回るため、夕陽とともに旅に出た。
花柱 夕陽（はなばしら ゆうひ）
声 - 天野聡美
本作のヒロイン。雪の幼なじみで、高校の同級生。雪を「ユキくん」と呼ぶ。
転移に巻き込まれたクラスメイトの中でも魔法に対する適性が高く、わずかな訓練でエルカと同等の魔法を扱えるようになった。
セツと一緒に戦えるように、なによりセツを守るために鍛えていたが当初は魔物であっても他者の命を奪う事が出来ず覚悟が足りないことをエルカに指摘されていた。しかし、その後ティアやグレインと会話し、「誰の命も奪わない覚悟」と称して相手を殺さず無力化する戦い方を行うようになる。
エルカから戦闘の指南を受けていたのだが、その際セツの椅子代わりになることを真面目に受け取り、後に実際にセツに披露するなど天然な面もある。
戦争が終結した後、冬真によりクラスメイトが現実世界に送還されるなか、自分は異世界に留まり、セツと共に旅に出た。
エルカ・ヴェルソー
声 - 前田佳織里
魔法戦士。ディスティニア王国騎士団の副団長。
一見厳格な性格の様に見えるが、実際はセツに椅子代わりにされて喜ぶドＭ。セツやかつての仲間の前でのみドＭの本性を見せる。
グレイン・アルモニー
声 - 寺島拓篤
ディスティニア王国騎士団団長。
デザストル・セレーノ
声 - 大西沙織
魔王。魔族国イビルシオンの女王。
策略により勃発した戦争を止める対価として、テランに呪いによる隷属を前提とした結婚を迫られている。
結婚式の途中でセツが乱入したことで助けられた。
ルリ
声 - 小坂井祐莉絵
商人見習いの少女。デザストルから依頼され、修理の完了したブローチを届ける為魔族国イビルシオンを目指している。
戦争中のためイビルシオンへ行く船が無く困っていたところをセツに助けられる。
イビルシオンでの騒動終結後はイビルシオンに滞在し、店を開いている。
ルリ祖父
声 - 大塚芳忠
宝石商人。
リヴァイア
声 - ファイルーズあい
海神。ものぐさで何らかの対価をもらわないと行動したがらない。通常は巨大な海蛇の姿をしているが、人型の姿に変身する事が出来る。水を操る魔法を得意とする。生態から海の交通手段にもなっている。
人間とは味覚が異なるらしく、料理よりも生の食材をそのまま食べるほうがおいしいと語る
セツとは5年前の戦争中に出会い、戦いを仕掛けるが拳骨の一撃で倒され仲間となった。それまでは海の底で眠り続けていた。
ティア・アムレート
声 - 悠木碧
ディスティニア王国騎士団の軍師で、魔法研究所に従事する魔法使い。
セツの事は魔力で判断していたため、外見が違っていてもすぐに見抜いた。
神代冬真
声 - 永塚拓馬
元勇者。セツに歪んた愛情を持つ。セツを独占するという目的で、セツ以外の全種族の滅亡を企んでいる。
セツの一度目の召喚の際、一緒に召喚された勇者であり、セツと共に戦争を止めることに尽力した。
元々は戦争を怖がるなどありふれた一般人だったが、戦争に参戦するうちに魔族の降伏を無視して殺害する等性格が歪んでいく。そしてある神殿への侵攻中、魔族が祭っていたペンダントから聞こえるクレアシル（声 - 佐藤聡美）の声に唆されてセツへの愛情が剥き出しとなり、現在の性格へ変貌した。
テレビアニメ版では展開が変わり黒幕のような立ち位置となり、セツの転生の原因も戦争終結後、冬真がセツに襲い掛かったことが発端となっている。最終決戦においてクレアシルは登場することなくセツにペンダントごと砕かれ死亡。冬真は正気に戻り、戦争を起こした処罰として魔力を全て使ってクラスメイトを現実世界に送還。冬真は魔力を使い果たしてただの人間に戻った。
アリゼ・イフリール
声 - 伊藤美来
イビルシオンにあるザスロゥの村に駐留している魔族の冒険者。セツの一番弟子という立場ともいえた。
ザスロゥの村で起きている村人の蒸発事件を捜査しており、その途中でセツと再会。
セツの協力で犯人であるメルアーを一度は倒すも、再び現れたメルアーに攫われてしまう。
その後洗脳されメルアーの手駒として夕陽たちと戦わされるが、戦闘中に自力で洗脳を解き、アーメルを殺害する。
アーメル / メルアー
声 - 引坂理絵
魔物使い。アリゼを慕う妹分として振舞っていたが実は冬真の部下。
ザスロゥの村にて一般人を装い、村人を誘拐していた。
セツによって一度倒されるも死んでおらず、油断していたアリゼを誘拐した。
その後ディスティニアとイビルシオンの戦争に乱入し夕陽たちと戦うも、洗脳を自力で解いたアリゼに背中から貫かれて死亡。
シロネコ
声 - 小倉唯
獣人国ズー・ドラドで暮らすネコ族。妹のミネコの病気を治すため、クロイヌから与えられる依頼をこなして高価な薬を調達している。
最後の依頼としてセツの暗殺を実行するが、逆にセツにビンタで気絶させられ失敗。その後ミネコから移った呪いの魔力を辿ったセツによって自宅に運ばれ、そこで目を覚ます。そしてミネコの体調不良が呪いによるものと教えられ、セツに妹の治療を頼む。
仕事を提供してくれるなど自分の面倒を見てくれるクロイヌを姉の様に慕っていたが、そのクロイヌが妹の治療を妨害した上、自分を拒絶したことにショックを受ける。
その後、妹と共にセツ達に同行する。
ミネコ
声 - 本泉莉奈
獣人国ズー・ドラドで暮らすシロネコの妹。長年体調を崩しており、高価な薬を飲んでいる。
体調不良は病気によるものと思い込んでいたが、セツによって病気ではなく呪いによるものであると判明。セツがクロイヌに襲われる中呪いは解除され、無事に完治した。
その後、シロネコとともにセツ達に同行する。
クロイヌ
声 - 田村ゆかり
冬真の部下。忍者のような服を来た犬の獣人。クナイを使った戦い方の他、背中から黒い腕を生やす能力を持つ。
ミネコを呪いで体調不良にして、薬を渡す対価としてセツの暗殺をさせようとする。
しかし暗殺は失敗しセツがミネコを治療しようとしたため自ら襲撃をかけるが、これもリヴァイアによって失敗し撤退。
その後戦争に乱入したメルアーの後詰めとしてディスティニアの兵士に襲い掛かるが、シロネコとミネコに敗北する。
レグルス・レオネール
声 - 三木眞一郎
獣人国ズー・ドラドの国王。
ロア・レオネール
声 - 明坂聡美
獣人国ズー・ドラドの王レグルスの一人娘。
セツに対して「未来のご主人」と呼び好意を持っている。セツが転生しても匂いと気配で判断し、直接会う前から気づいていた。
獣人は実力主義の思想を持ち戦って友好を深めるため、セツに対しても親愛や愛情表現として襲い掛かることがある。
ルーガ
声 - 下野紘
獣人国ズー・ドラドの軍団長。排他的な性格で、獣人ではないセツを快く思っていない。
ロアとの婚姻を賭けて始まった決闘では、事前に冬真の策略で呪いをかけられており、戦闘中に暴走。
最終的には冬真に邪魔と扱われ、頭部を吹き飛ばされて死亡。
ブラッド・アレグラ
声 - 赤羽根健治
魔族国イビルシオンの幹部で魔王デザストルの側近。
テラン・スニーター
声 - 八代拓
世界の豪商。ディティニアとイビルシオンの貿易を独占している。
ディティニアとイビルシオンの戦争を阻止する対価としてデザストルに呪いの掛かった首輪をつけて奴隷にしようとするも、セツに乱入されて失敗。
用心棒として雇ったカゲロウをけしかけるも、セツに敗れたうえにカゲロウが勝手に逃げてしまい、テラン自身は捕縛される。
カゲロウ
声 - 武内駿輔
魔族、冬真の部下。影を操作する能力を持つ。
テランに用心棒として雇われ、結婚式を妨害するセツと戦うが途中でテランを見捨てて撤退。
その後メルアーとの戦いで消耗した夕陽たちに襲い掛かるもセツに阻まれ、セツに斬り捨てられて死亡。
ビルドス
声 - 坂口候一
冬真の部下。オネエ系の話し方をするスキンヘッド。皮膚が鉄の様に硬く、本物の鎧の様にガチャガチャ音がする。また自分の体を砂の様に分解し自由自在に変形することが出来る。
戦争に乱入したメルアーの後詰めとしてイビルシオンの兵士に襲い掛かり、それを妨害するロアと戦闘、ほぼ相打ちのような形で敗北。ロアの誇りに感服し、ロアを治療した後死亡した。
ディスティニア国王
声 - 郷田ほづみ
ディスティニアを統べる王。
戦争終結後、勇者の力を自分に害が及ぶと危険視し、セツを強制的に転生させた。
テレビアニメ版では展開が変わり転生の原因ではなくなり、冬真の策略によってイビルシオンに戦争を仕掛けようとする、ある意味被害者となっている。
ディスティニア王女
声 - 橋本鞠衣

## 既刊一覧

### 小説
- 岸本和葉（著）・40原（イラスト） 『異世界召喚は二度目です』 双葉社〈モンスター文庫〉、全5巻
  1. 2015年10月30日発売[19]、ISBN 978-4-575-75060-7
  2. 2016年3月30日発売[20]、ISBN 978-4-575-75081-2
  3. 2016年8月30日発売[21]、ISBN 978-4-575-75102-4
  4. 2017年1月30日発売[22]、ISBN 978-4-575-75121-5
  5. 2017年7月29日発売[23]、ISBN 978-4-575-75149-9

### 漫画
- 岸本和葉（原作）・40原（キャラクター原案）・嵐山（作画） 『異世界召喚は二度目です』 双葉社〈モンスターコミックス〉、既刊12巻（2024年6月28日現在）
  1. 2018年11月30日発売[24]、ISBN 978-4-575-41040-2
  2. 2019年5月30日発売[25]、ISBN 978-4-575-41058-7
  3. 2019年12月28日発売[26]、ISBN 978-4-575-41093-8
  4. 2020年6月30日発売[27]、ISBN 978-4-575-41129-4
  5. 2020年12月28日発売[28]、ISBN 978-4-575-41200-0
  6. 2021年6月30日発売[29]、ISBN 978-4-575-41262-8
  7. 2021年12月28日発売[30]、ISBN 978-4-575-41347-2
  8. 2022年8月12日発売[31]、ISBN 978-4-575-41446-2
  9. 2023年3月30日発売[32]、ISBN 978-4-575-41615-2
  10. 2023年6月30日発売[33]、ISBN 978-4-575-41680-0
  11. 2023年12月28日発売[8]、ISBN 978-4-575-41795-1
  12. 2024年6月28日発売[34]、ISBN 978-4-575-41918-4

## テレビアニメ
2021年10月27日にテレビアニメ化企画が進行中であることが発表され、2022年8月10日にスタジオエルによるテレビアニメ化が発表された。2023年4月から6月まで朝日放送テレビ・テレビ朝日系列『ANiMAZiNG!!!』枠ほかにて放送された。

### スタッフ
- 原作 - 岸本和葉[36]
- 漫画 - 嵐山[36]
- キャラクター原案 - 40原[36]
- 監督 - 中西基樹[36]
- シリーズ構成 - 雪仁[36]
- キャラクターデザイン - 國井実可子[36]
- 総作画監督 - 國井実可子、山内玲奈、水野友美子
- プロップデザイン - 菊地功一
- 2Dワークス - 伊豫遼太郎
- 美術設定 - 田中俊成、大山裕之
- 美術監督 - 合六弘[36]
- 色彩設計 - 渡部勇輔[36]
- 撮影監督 - 西村徹也[36]
- 編集 - 丹彩子[36]
- 音響監督 - 郷田ほづみ[36]
- 音響効果 - 今野康之
- 音響制作 - 神南スタジオ[36]
- 音楽 - manzo[36]
- 音楽制作 - HIKE[36]
- 音楽プロデューサー - 水野大輔、根間一樹
- チーフプロデューサー - 梅田和沙、柱山泰佐
- プロデューサー - 石井正記、大和田智之、大貫佑介、堀口広太郎、長嶋篤史、遊佐知憲
- アニメーションプロデューサー - 釋迦郡卓
- アニメーション制作 - スタジオエル[36]
- 製作 - 「異世界召喚は二度目です」製作委員会[15][16]

### 主題歌
「Continue Distortion」
秘密結社ニルヴァージュ∀によるオープニングテーマ。作詞は小鳥遊綾、作曲・編曲は高橋涼。
「Be ambitious!!!」
メイビーMEによるエンディングテーマ。作詞・作曲は少年T、編曲は石塚英一朗。

### 各話リスト
| 話数     | サブタイトル               | 脚本     | 絵コンテ            | 演出                | 作画監督 | 初放送日      |
| -------- | -------------------------- | -------- | ------------------- | ------------------- | --- | ------------- |
| 第一話   | 異世界召喚は二度目です     | 雪仁     | 中西基樹            | 中西基樹            | 菊地功一 水野友美子 樋口純一 國井実可子 小野晃 山内玲奈 鈴木祥子                                                                                                 | 2023年 4月9日 |
| 第二話   | 旅に出るのは二度目です     | 雪仁     | 奥田誠治            | 森義博              | 山内則康 鈴木捺世 | 4月16日       |
| 第三話   | イカを揚げるのは二度目です | 雪仁     | 髙野紺              | 渡辺正彦            | 坂巻貞彦 | 4月23日       |
| 第四話   | 贈り物は二度目です         | 雪仁     | ソエタカズヒロ      | 又野弘道            | 菊地功一 鈴木祥子 樋口純一 櫻井拓郎 魏旭龍 陳亮 | 4月30日       |
| 第五話   | 追いかけるのは二度目です   | 雪仁     | Royden B            | 本間修              | 古池敏也 飯飼一幸 五十嵐俊介 南伸一郎 | 5月7日        |
| 第六話   | 師弟関係は二度目です       | 中西基樹 | 石山タカ明          | 渡辺正彦            | デルタ ピーク プロダクション 坂巻貞彦 | 5月14日       |
| 第七話   | 獣人大陸は二度目です       | 雪仁     | 髙野紺              | 森義博              | 山内則康 鈴木捺世 | 5月21日       |
| 第八話   | 決闘するのは二度目です     | 雪仁     | 島津裕行            | 日下直義            | 菊地功一 水野友美子 鈴木祥子 二宮奈那子 趙杰 波風立志 徐學文 張金浩 FAI                                                                                          | 5月28日       |
| 第九話   | 異世界召喚は一度目です     | 雪仁     | 石山タカ明          | 森田侑希            | 古池敏也 飯飼一幸 五十嵐俊介 南伸一郎 安東恒太 Kproduction | 6月4日        |
| 第十話   | 戦場に来るのは二度目です   | 雲井砂   | 又野弘道 石山タカ明 | 又野弘道            | 小野晃 櫻井拓郎 魏旭龍 YUKI | 6月11日       |
| 第十一話 | 本気出すのは二度目です     | 雪仁     | 大畑晃一            | 黒田晃一郎 江上雅之 | 亮点動画 優利動画 上海KADU文化伝播有限会社 | 6月18日       |
| 第十二話 | ラストバトルは二度目です   | 雪仁     | 大畑晃一 永居慎平   | 大西景介 中西基樹   | 小野晃 みんめい 鈴木祥子 趙珉 二宮奈那子 徐學文 夜雨静 魏旭龍 劉軍 張金浩 無錫亮度塗鴉文化傳媒有限公司 上海KADU文化伝播有限会社 暁・火鳥動画 寿門堂 FAI 旭陽動画 | 6月25日       |

### 放送局
| 放送期間                | 放送時間                     | 放送局                                              | 対象地域・備考                       |
| ----------------------- | ---------------------------- | --------------------------------------------------- | ------------------------------------ |
| 2023年4月9日 - 6月25日  | 日曜 2:00 - 2:30（土曜深夜） | 朝日放送テレビ（幹事局）および テレビ朝日系列全24局 | 日本国内 『ANiMAZiNG!!!』枠          |
|                         | 日曜 23:00 - 23:30           | AT-X                                                | CS放送 / 字幕放送 / リピート放送あり |
| 2023年4月10日 - 6月26日 | 月曜 0:30 - 1:00（日曜深夜） | BS11                                                | 製作参加 / BS放送 / 『ANIME+』枠     |

インターネットでは、4月9日より毎週日曜2:30にLeminoにて独占配信。

### BD
| 巻  | 発売日       | 収録話         | 規格品番   |
| --- | ------------ | -------------- | ---------- |
| BOX | 2023年9月1日 | 第1話 - 第12話 | ABCX-00009 |

| 朝日放送テレビ・テレビ朝日系列 ANiMAZiNG!!! | 朝日放送テレビ・テレビ朝日系列 ANiMAZiNG!!! | 朝日放送テレビ・テレビ朝日系列 ANiMAZiNG!!! |
| 前番組                                      | 番組名                                      | 次番組                                      |
| ------------------------------------------- | ------------------------------------------- | ------------------------------------------- |
| 老後に備えて異世界で8万枚の金貨を貯めます   | 異世界召喚は二度目です                      | 実は俺、最強でした？                        |